# Николаи, Андрей Львович фон
Барон Андре́й Льво́вич фон Никола́и (нем. Ludwig Heinrich Freiherr von Nicolay; 27 декабря 1737, Страсбург — 1820) — российский писатель, поэт, библиотекарь и педагог немецкого происхождения, учитель логики великого князя Павла Петровича (с 1796 года — император Павел I). С 1796 года Николаи — член кабинета императора Павла I в звании государственного секретаря. Президент Петербургской Академии наук в период с 15 апреля 1798 года по 6 февраля 1803 года.

## Биография
Людвиг Генрих Николаи родился в столице Эльзаса Страсбурге 27 декабря 1737 года. Происходил из немецкой евангелической семьи страсбургского архивариуса Кристофа Николаи и его жены Софии-Шарлотты Фабер.
После окончания евангелической гимназии, учился в находящимся тогда под немецким влиянием Страсбургском университете (по специальностям философия и право), который закончил в 1760 году, защитив докторский диплом в области права. Тогда же Николаи опубликовал своё первое собрание элегий, писем, од и басен (Elegien und Briefe). Затем он переехал в Париж, где познакомился с философами-энциклопедистами (Дидро, Вольтер, Руссо, Монтескьё, Д’Аламбером). Это знакомство открыло для Николаи, как молодого человека незнатного происхождения, двери светских и литературных салонов Парижа.
В Париж Николаи приехал вместе со своим другом детства Францем Германом Лафермьером (фр. Franz-Hermann LaFermière 1737—1796). Здесь же они оба начали свои карьеры при Российском дворе. Лафермьер первым получил приглашение к петербургскому двору в 1765 году; Николаи начал свою российскую карьеру в Вене секретарём у князя Д. М. Голицына. Затем в 1766 году Николаи получил место наставника и компаньона сына графа К. Г. Разумовского Алексея.
В 1769 году Николаи был приглашён в Петербург, где по инициативе Екатерины II получил место наставника великого князя Павла Петровича, который став императором в 1796 году присвоил Николаи звание Государственного секретаря и сделал его членом кабинета. В апреле 1798 года Николаи был также назначен Президентом Императорской Академии наук.
В 1773 году Николаи был назначен секретарем великой княгини Натальи Алексеевны, затем — Марии Федоровны. В 1781—1782 годах, когда Николаи сопровождал Великого князя и Великую княгиню в поездке по Европе и вновь посетил Вену, император Иосиф II пожаловал Николаи дворянство (титул барона) — в один день с Иоганном Вольфгангом фон Гёте.
В период 1773—1784 годов были опубликованы написанные Николаи рыцарские поэмы. Преобладающим тоном в них был моралистический просвещенческий оптимизм; добродетельные души получали искупление уже на земле. В отличие от большинства петербургской аристократии Людвиг Генрих фон Николаи был знатоком английского языка; он был увлечён английской философией и литературой. Во время своей жизни в Петербурге Николаи внимательно следил за развитием немецкой литературы, поддерживал контакты с немецкими писателями и приобрёл обширную коллекцию немецкой литературы, литературным образцом которой считал Виланда, новую немецкую литературу не принимал.
В 1788 году Николаи приобрёл имение Монрепо (Mon Repos), которым бароны Николаи владели до 1944 года. Здесь в 1804 году был специально выстроен библиотечный флигель, где размещалась собранная Людвигом Генрихом фон Николаи и дополненная его сыном библиотека (примерно 9 тысяч томов), подаренная в 1916 году библиотеке Хельсинкского университета.
В начале 1803 года барон Николаи решил оставить службу, признаваясь, что с «каждым днём все более и более его бьёт в нос эта придворная клоака, в которой непрерывно совершаются мелкие гадости, и в нём созревает желание непременно выйти в отставку». Он удалился в своё любимое имение Монрепо, где и умер 28 ноября 1820 года.

## Семья
Жена (с 1776 года) — Иоганна (Маргарита) Фёдоровна Поггенполь (1738 или 1747 — 1820), дочь (по другим сведениям племянница) банкира Фридриха-Вильгельма Поггенпольца (1705—1770). По словам современника, барон Николаи и его жена были четой почтенной и очень образованной; у себя они принимали хотя и этикетно, но радушно; они считались людьми важными, как по своему состоянию, так и по своим связям при дворе. Баронесса была хорошей хозяйкой, и, отличаясь большой расчетливостью, умело управляла своим состоянием. Их единственный сын — Павел Николаи (1777—1866).
Сын Павел Андреевич (1777—1847), поверенный в делах в Англии, в Швеции; 
Внуки — Николай Павлович (1818—1869), посланник в Дании; Александр Павлович (1821—1899), начальник главного управления наместника кавказского, товарищ министра (1862), министр (1881—1882) народного просвещения, член Государственного совета.] 

## Сочинения
- Vermischte Gedichte und prosaische Schriften. — Берлин, 1792
- Theatralische Werke. — Кенигсберг, 1811
- Poetische Werke. — Berlin, 1817